# Karl H. Pribram

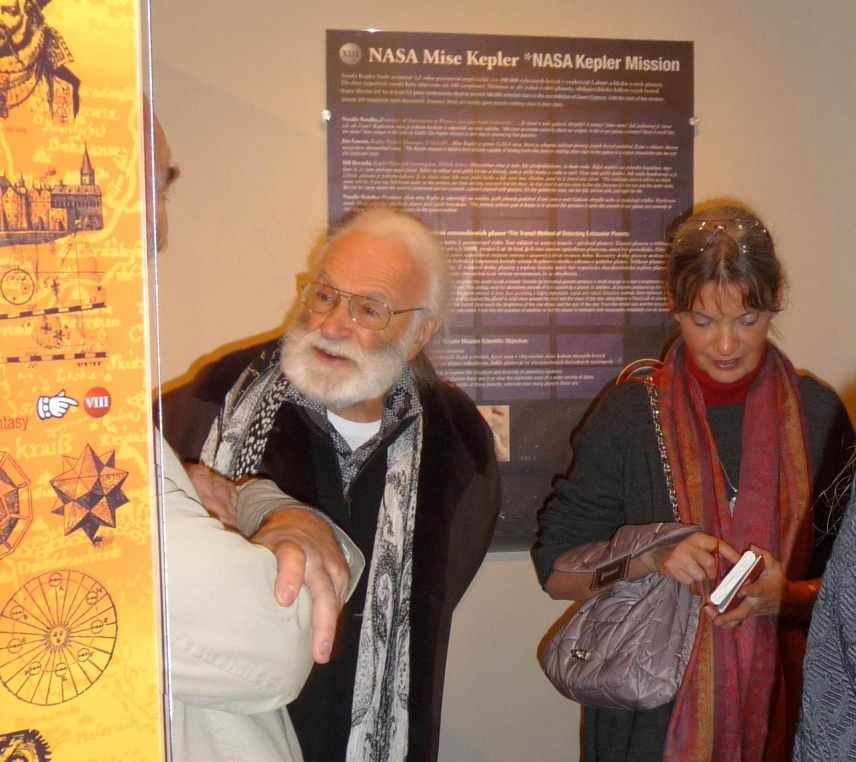
Karl Pribram i Kepler Museum, Prag, 2010.

Karl H. Pribram, född den 25 februari 1919 i Wien, dåvarande Republiken Tysk-Österrike, död 19 januari 2015 i Virginia i USA, var en professor vid Georgetown University, USA och professor emeritus i psykologi och psykiatri vid Stanford University och Radford University. Han var inspirerad av den holografiska modellen och är känd för uttalandet ”our brains mathematically construct ’hard’ reality by relying on input from a frequency domain”.

## Pribram och den holografiska verkligheten
Pribram drogs till den holografiska modellen genom sina studier av var minnen lagras i hjärnan.